# شیئویا، توچیگی
شیئویا، توچیگی (به لاتین: Shioya, Tochigi) یک منطقهٔ مسکونی در ژاپن است که در استان توچیگی واقع شده‌است. شیئویا ۱۷۶٫۰۶ کیلومترمربع مساحت و ۱۱٬۵۴۲ نفر جمعیت دارد.